# Incendio forestal de Jarilla (2025)
El incendio forestal de Jarilla (2025) es un incendio activo declarado en el municipio de Jarilla, en la provincia de Cáceres (Extremadura, España). Desde mediados de agosto de 2025, ha afectado tanto al valle del Jerte como al del Ambroz, evolucionando con rapidez y situándose como uno de los más graves de la región.

## Desarrollo
El incendio se inició alrededor del 13 de agosto de 2025 en torno al municipio de Jarilla y, en los días siguientes, se propagó con intensidad debido a condiciones climáticas adversas, como altas temperaturas y vientos erráticos.
El 16 de agosto, la situación se agravó: el incendio se reactivó tras una noche adversa, alcanzando las 6 000 hectáreas afectadas y provocando el confinamiento adicional de Segura de Toro.
Los vecinos de Oliva de Plasencia permanecieron más de 32 horas confinados, en una situación que compararon con la pandemia.

## Impactos
- Superficie afectada: más de 16 000 hectáreas arrasadas hasta el 20 de agosto de 2025.[2][4]
- Desalojos y confinamientos: cerca de 700 personas fueron desalojadas; se ordenaron confinamientos en Oliva de Plasencia, Cabezabellosa, Segura de Toro y Casas del Monte. Más tarde también hubo confinamientos en zonas periurbanas de Hervás y casas aisladas de Jerte y Cabezuela del Valle.[1][5]
- Recursos movilizados: intervención de la Unidad Militar de Emergencias (UME), brigadas forestales, bomberos, más de un centenar de camiones, 10 helicópteros ligeros, 10 aviones anfibios y maquinaria pesada; se sumó apoyo de otras comunidades autónomas y de Portugal.[1][2]
- Infraestructura afectada: cortes en carreteras nacionales, autovías y vías ferroviarias, lo que dificultó la movilidad y las labores de emergencia.[1]
- Situación actual: el fuego permanece activo, en expansión hacia entornos poblados y naturales, con condiciones meteorológicas complicadas que dificultan las labores de extinción.[2][6]

## Estado de la extinción y perspectivas
Las condiciones meteorológicas adversas, con altas temperaturas y fuertes rachas de viento, han obstaculizado notablemente las tareas de extinción y permitido la reactivación de frentes del incendio.
Las autoridades han advertido sobre posibles nuevos rebrotes e intensificado el llamamiento público a la colaboración ciudadana y a la solidaridad institucional.